# PBS Kids
PBS Kids (транскрипция «Пи-би-эс кидз», в переводе с англ. — «PBS для детей») — бренд для большинства детских программ, транслируемых Public Broadcasting Service в США, а также название телеканала. Главный исполнительный директор холдинга — Паула Кергер.
В 2017 компания запустила собственный круглосуточный одноименный телеканал. Также его возможно просматривать через интернет-сайт pbskids.org и Amazon Prime Video. Компания запустила специальную опцию для контроля просматриваемого контента детьми их родителями. Генеральный менеджер канала — Лесли Ротенберг. PBS Kids работает над созданием образовательного контента и программ. Также компания создает патриотически ориентированные серии мультфильмов — в том числе о коренных американцах.
Холдинг субсидировался правительством США.

## Программы
- Соседство мистера Роджерса
- Улица Сезам
- Яблоко Ньютона
- Радужное чтение
- Томас и его друзья
- Барни и друзья
- Билл Най - учёный шалопай
- Где во времени Кармен Сандиго?
- Джей Джей реактивный самолет
- Волшебный школьный автобус
- Дом Уимзи
- Вишбоун
- Заземляющий болото
- Приключения из Книги Добродетелей
- Артур
- Телепузики
- Каю
- Нодди в игрушечной стране
- Zobomafoo (Зобомафу)
- Зум
- Дракон сказки
- Боб-строитель
- Эллиот лось
- Большой красный пёс Клиффорд (2000 год)
- Между львами
- Сагва, китайская сиамская кошка
- Ангелина Балерина
- Дорогу Нодди
- Дети Свободы
- Кибергонка
- Приключения Пигли Уинкса
- Ноги Фрэнни
- Медведи Беренштейна
- Boohbah (Бухба)
- Майя и Мигель
- Открытки от Бастера
- Любопытный Джордж
- Принести! с Раффом Раффманом
- Это большой большой мир
- Мама Мирабелла
- Дизайнерская команда
- Супер Том и Грамотеи
- Мир слов
- Слово Девушка
- Ломакс, Пес музыки
- Что скажет Марта
- Приключения детского сада Бетси
- Биз Кидс
- Сид — маленький учёный
- Поезд динозавров
- Большой красный пёс Клиффорд (2019 год)
- Электрическая компания
- Кот в шляпе
- SciGirls (Скидевочки)
- Братья Кратт: Зов природы
- Тигрёнок Даниэль и его соседи
- Пег + Кот
- Особо Чёткий Отдел/Чуд-отряд
- Дикий кот
- На старт, внимание, взлёт!
- Всплеск и пузыри
- Pinkalicious & Peterrific (Пинкаликиос и Питеррифик)
- Пойдем, Луна!
- Молли из Денали
- Ксавьер Риддл и секретный музей
- Академия героев
- Элинор удивляется, почему
- Осел Ходи
- Путь Альмы

## Дополнительная деятельность
Совместно с известным брендом одежды компания запустила линию для детей с аутизмом.